# Óčko Black
Óčko Black es un canal de televisión privado checo de temática musical, perteneciente a MAFRA. Su programación se centra en géneros como el hip-hop, soul o rock and roll.

## Historia
El 4 de diciembre de 2018, MAFRA, empresa propietaria de Óčko; recibió una licencia para emitir un cuarto canal.
Finalmente, Óčko Black inició sus emisiones el 5 de febrero de 2019, emitiendo en HD.
El canal está dirigido a una audiencia entre 15 y 30 años.